# Айзман, Николай Спиридонович
Николай Спиридонович Айзман (15 декабря 1905, Альгешево, Казанская губерния — 17 июля 1967, Чебоксары) — чувашский драматург, актёр и режиссёр. Заслуженный деятель искусств Чувашской АССР (1940).

## Биография
Учился в Чебоксарском театральном техникуме. Работал в Чувашском государственном имени К. В. Иванова академическом драматическом театре актёром и режиссёром.
С 1939 года в СП СССР.
В 1940 году удостоен звания заслуженного деятеля искусств Чувашской АССР.
Умер 17 июля 1967 года в Чебоксарах. Похоронен на мемориальном кладбище города Чебоксары.

## Произведения
Сочинил более 60 пьес, в театрах по ним поставлены спектакли.

### Известные пьесы
- «Йăмраллă ял» (1929);
- «Шав»;
- «Театр»;
- «Телейлĕ каç»;
- «Тăшман çывăрмасть»;
- и другие.

### Повести
- «Алла алă çунă чух» (1956)
- «Кăмăллă кӳршĕ» (1967);
- «Çамрăк мăшăр» (1969).